# Kaya
Kaya（日语：かや）是日本的视觉系歌手、香颂歌手、作词家、音樂制作人。出生于德岛县。姐姐是歌手Nomico。
Kaya已發有12張唱片單曲、2張迷你唱片專輯、3張唱片專輯。